# Bengt Eriksson
Bengt Eriksson (n. 22 ianuarie 1931, Malung church parish⁠(d), Comitatul Dalarna, Suedia – d. 19 noiembrie 2014, Delsbo parish⁠(d), Comitatul Gävleborg, Suedia) a fost un sportiv ce a reprezentat Suedia, medaliat olimpic. A participat la 2 ediții ale Jocurilor Olimpice (1956, 1960) în care a câștigat o medalie de argint.